# 이원좌

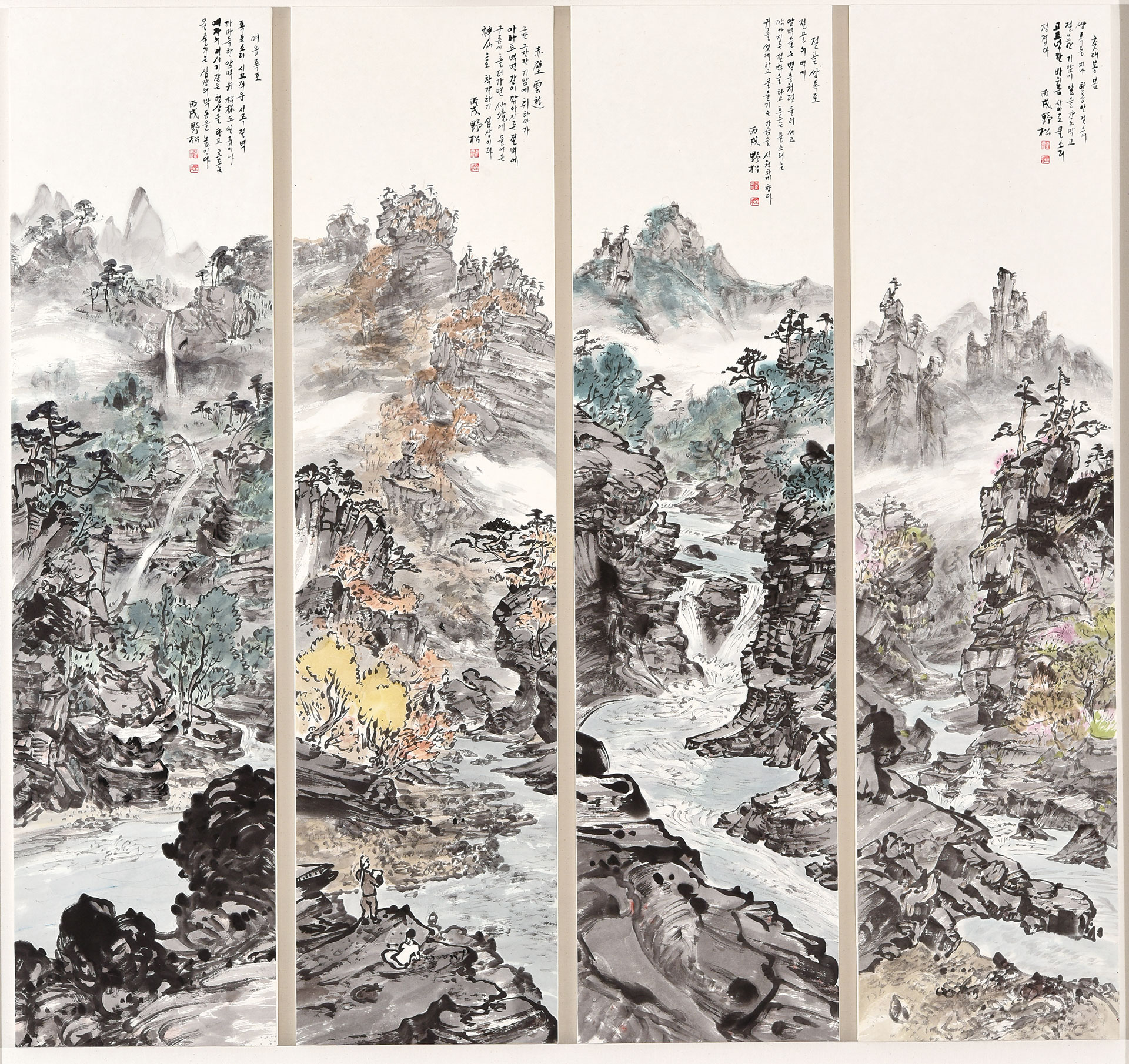
2005년작, 주왕산 4경

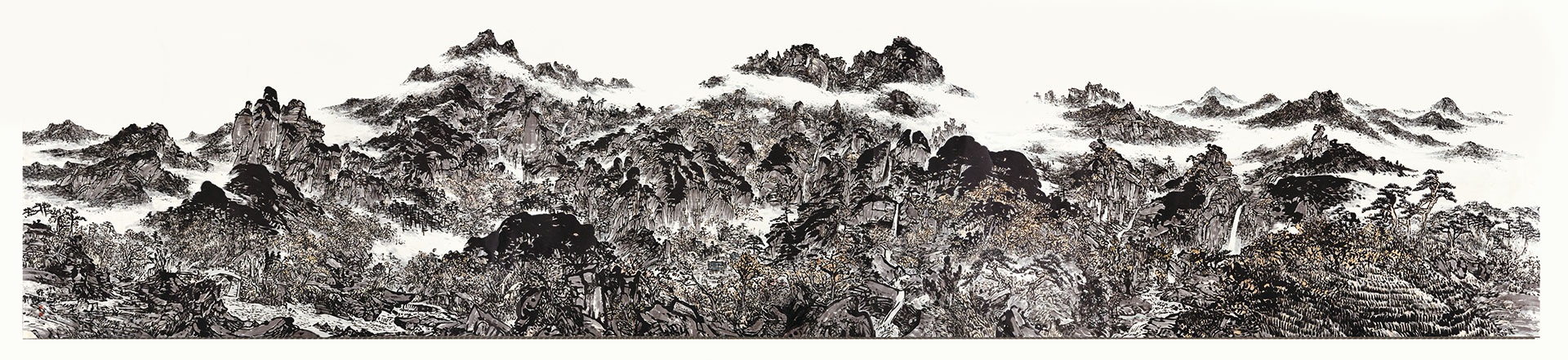
1993년작, 주왕운수도, 야송미술관 소장

이원좌(李元佐, 1939년 4월 ~ 2019년 4월 27일)은 대한민국의 화가이다.
본관은 전의(全義)이며 검판중추원사(檢判中樞院事)를 지낸 양정공(襄靖公) 이화(李樺)의 후손이다. 족보명(族譜名)은 이강좌(李崗佐). 호(號)는 야송 (野松 / 들야, 소나무송으로 들의 소나무라는 뜻)이다.
일평생 대한민국의 아름다운 강산을 수묵화로 그려담기에 매진 했다.
일반인은 상상하기 어려운 다수의 대작들을 남겼으며, 대비가 극명한 농담, 힘차고 강렬한 붓선과 세밀한 묘사가 조화를 이루는 독특한 화풍의 화가이다.
대표작으로는 청량대운도(군립야송미술관 2 소장), 주왕운수도, 무실황야도 등이 있다.

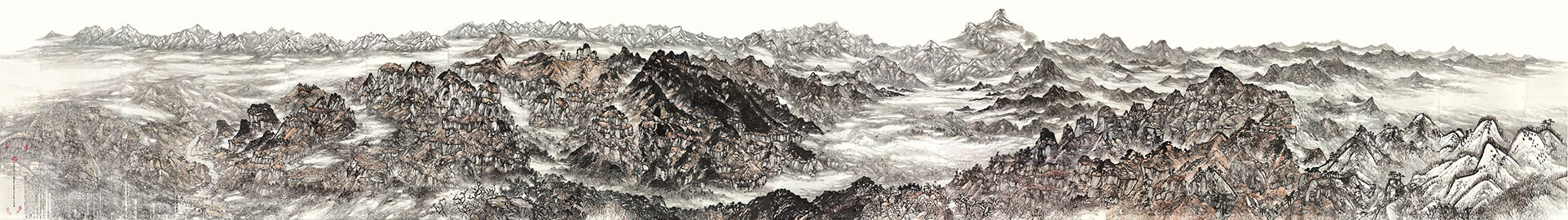
1993년작, 청량대운도, 가로 4,800cm, 세로 670cm

## 생애
1939년 청송군 파천면 출생. (6남매 중 5째)
1955년 오성 중학교 진학을 위해 대구로 이사.  6.25 전쟁으로 전국의 피난민이 대구로 모여들자 임시로 지은 판자집이 많았고 전쟁이 끝나자 수용소 빈집이 많아 칠성동에 있는 북문수용소란 판자촌에 쉽게 이사할 수 있었다고 한다.  어머니는 국수단지를 이고 대구역 뒤편 하역작업을 하는 사람들을 주로하여 국수장사를 했고 여동생은 방직공장에 나가서 일해야했다.  이원좌 화백도 낮에는 우산공장에 나가 일을 했고 야간학교를 다녀야 했을만큼 이 시절의 삶은 궁핍했다.
이후 대구 오성중고 졸업후홍익대학교 미대에 입학해 여러 입상을 하곤 한다. (이 당시의 작품중 일부는 군립청송야송미술관에 전시되어 있다)  대학 시절 집세가 싼곳을 찾아 이태원 미군 사격장옆 판자촌으로 이사 후 차비가 없어 서울역을 지나 홍대까지 걸어서 통학했다 한다.  2학년 2학기 이후로 졸업때까지 충일장학재단의 장학금 지원을 받았다.
1967년 홍익대학교 동양화과 졸업후 서울시내에서만 근무하는 공립학교 시험에 합격해 12년간 미술교사로 재직(광희, 연서, 관악고등학교 미술교사)하며 휴일이나 방학때면 전국 각지의 강산으로 여행하며 수묵산수화를 그렸다.  이후 그림에 집중하기 위해 교사직을 그만두게 되며 본격적으로 산수화에 매달리게 된다.
1989년 서울 은평구 신사동 2층집에 화실을 개설하고 이후 산수화에 전념.
야송이란 호와 다르지 않게 유명세를 이용하자는 주변과 타협하지 않았으며, 미술 매체들을 배척하며 오로지 자신의 그림만으로 높은 수준에 올라섰다.
대표작으로 서울 정도 600년을 기념해 제작된 '청량대운도(청송군립야송미술관 소장)'가 있으며, 2005년 청송군 신촌리에 개관한 군립 야송미술관은 지역출신 한국 화가인 야송 이원좌 화백의 작품 수백점을 기증받아 미술관에 전시하고 지역주민 및 미술학도들을 위한 체험·교육의 장소로 활용함으로써 문화적으로 소외된 지역의 문화향유공간으로 기능하며, 관광객들에게도 높은 인지도를 가지고 있다.

## 기관 경력
- 1969년-1975년 관악고등학교, 광희중학교, 연서중학교 교사
- 1979년-1989년 숭전대학교, 강남대학교, 경원대학교 교수
- 2005년-2019년 군립청송야송미술관 초대관장

## 전시
- 1965년-1978년, 제14, 15, 27회 대한민국미술전람회 입선, 국립현대미술관
- 1966년, 신인예술상전, 경복궁미술관
- 1974년-1978년, 연소회전, 신문회관
- 1974년-1989년, 창조회전, 경복궁미술관
- 1974년, 백양회공모전, 덕수궁미술관
- 1975년-1993년, 개인전 (10회)
- 1977년, 61 동문전, 견지화랑
- 1977년, 제5회 서울시교원미술전, 출판문화회관
- 1977년, 한·일작가교류전, 미도파화랑
- 1978년-1979년, 미술단체초대연립전, 국립현대미술관
- 1978년-1979년, 제1회 중앙미술대전특선1회, 입선1회, 국립현대미술관
- 1979년 제3회 개인전 야송연대산수화전 (세종문화회관 외 5개 화랑)
- 1980년 제4회 개인전 대구 대백화랑
- 1982년, 제2회 한국화협회전, 동덕미술관
- 1983년, 개관기념전, 경인미술관
- 1983년, 대만문화대상 초대전, 대만 화강박물관
- 1984년, 창조회 초청전, 대만 국립역사박물관
- 1987년-1988년, 제4회 신묵회전, 서울갤러리
- 1987년, 제5회 야수산수화전, 서울갤러리
- 1987년, 한국화100인전 , 세종문화회관
- 1988년, 88 서울회화제, 롯데백화점
- 1988년, 88 한국화신구상대전, 전북예술회관
- 1988년, 서양화소품초대전, 롯데미술관
- 1988년, 한국화 중견3인 초대전:박종기,이왈종,이원좌, 신세계미술관
- 1989년, 89 한국화신구상대전, 미술회관
- 1989년, 대북원묵회, 한국신묵회연합전, 대만 대북국립역사박물관
- 1989년, 정묵회 창립전, 아랍미술관
- 1989년, 현대미술초대전, 국립현대미술관
- 1991년, 현대미술초대전, 국립현대미술관
- 1992년, 91 신소장품전, 국립현대미술관
- 1992년 국립현대미술관 영구소장 (산성계곡도)
- 1993년, 청량대운도 발행
- 1994년 서울정도600년 야송화전 예술의 전당
- 1994년, 서울국제현대미술제, 국립현대미술관
- 1995년, 한국전통산수화전, 국립현대미술관
- 1996년, 오늘의한국화-그 맥락과 전개전, 덕원미술관
- 1998년, 대한민국미술대전 심사위원
- 1999년, 야송 회갑전 갤러리 상
- 2000년, 국립극장50주년 기념화 금수강산도 (275*2200cm)
- 2001년, 한국원로화가100인전, 세종문화회관
- 2003년, 고려대학교 100주년 기념화 (관청폭포도)
- 2004년, 부산시립 미술관 초대전
- 2004년, 미술세계창간20주년 초대전 인사아트 갤러리
- 2005년, 청송군립 야송미술관 초대관장 취임.
- 2005년, 한국의해 초청 뉴넨시 초대전 뉴넨시테크노폴리스
- 2005년, 아트코리아 10주년 기념 초대전 세종문화회관
- 2005년, 제26회 신라미술대전 심사위원장 (경주문화원)
- 2005년, 의제 허백년 미술대전 심사위원 (광주시청)
- 2008년, 안동 MBC 향토문화상 특별상 수상
- 2008년, 겸재진경산수화미술대전 심사위원 (세종문화회관)
- 2009년, 야송화업 70년전 세종문화회관
- 2013년, 청송군립 야송미술관내 청량대운도전시관 개관
- 2015년, 제36회 신라미술대전 심사위원장  (경주 예술의전당)
- 2016년, 현대한국화, 시대의동감전 (대구문화예술회관)
- 2016년, 야송희수 주왕산특별전 (군립청송야송미술관)
- 2016년, 한국 근현대 산수화전 (전북도립미술관)
- 2016년, 청량산실경산수화 특별초대전 (봉화청량산박물관)
- 2018년, 야송팔순전 (인사동 미술세계 전관)
- 2018년, 한중교류26주년기념 우수작가초대전 (귀주성 귀양시 영보제)
- 2019년, 원로작가100인초대전 (인사동 미술세계)
- 2019년, 4월 지병으로 타계

## 수상
- 경북학술예술제 일등상
- 1966년 신인예술상전,
- 1965년 - 1978년 14, 15회, 27회 대한민국미술전람회 입선, 국립현대미술관
- 1977년 제5회 서울교원미전 교육감상
- 1978년 제1회 동아미술제 입선
- 1978년 제1회 중앙미술대전 특선
- 1979년 제2회 중앙미술대전 입선
- 2019년 한국미술국제대전 국회의장상

## 청송야송미술관
청송야송미술관은 크게 미술관 건물과 청량대운도 전시관으로 구성되어 있다.
청송야송미술관은 지역출신 한국화가로 야송(野松) 이원좌(李元佐) 화백의 소장품인 한국화와 도예작품 등 350점, 국내외 유명 화가와 조각가들의 작품 50여 점, 미술관련 서적 1만여 점을 기증받아 폐교가 된 경상북도 청송군 신촌리의 신촌초등학교를 리모델링하여 현대식 미술관으로 단장하고 2005년 4월 29일 개관하여 청송군은 물론, 경북의 대표 문화공간으로 자리잡고 있다.

## 청량대운도
이원좌 화백의 대표작으로 가로 4,560cm, 세로 650cm이다. ‘청량대운도’는 봉화군에 있는 청량산을 배경으로 한 실경산수화이다. ‘서울 천도 600주년(1994년)을 기념해 1992년 4월부터 같은 해 10월까지 약 180일에 걸쳐 완성한 작품이다. 한국 역사상 유례가 없는 초대형 작품으로 평가됐지만, 작품 크기가 상상을 초월해 어느 곳에서도 전시할 수 없을 것으로 여겨졌으며 이 때문에 변변한 전시조차 할 수 없어 20년 넘게 수장고에 머무를 수밖에 없었다. 2013년 작가의 고향인 청송군에 위치한 야송미술관에 <청량대운도>만을 위한 전시관이 세워졌으며, 언제든 방문하여 관람할 수 있게 되었다.